# 王長庚
王長庚（1888年5月26日—1961年6月27日），清治臺灣淡水縣（今新北市新店區）人，祖籍福建省泉州府安溪縣金田鄉，日治時期臺灣茶農兼茶販，台塑集團創辦人王永慶與王永在的父親。終身艱苦，身後父憑子貴。

## 生平

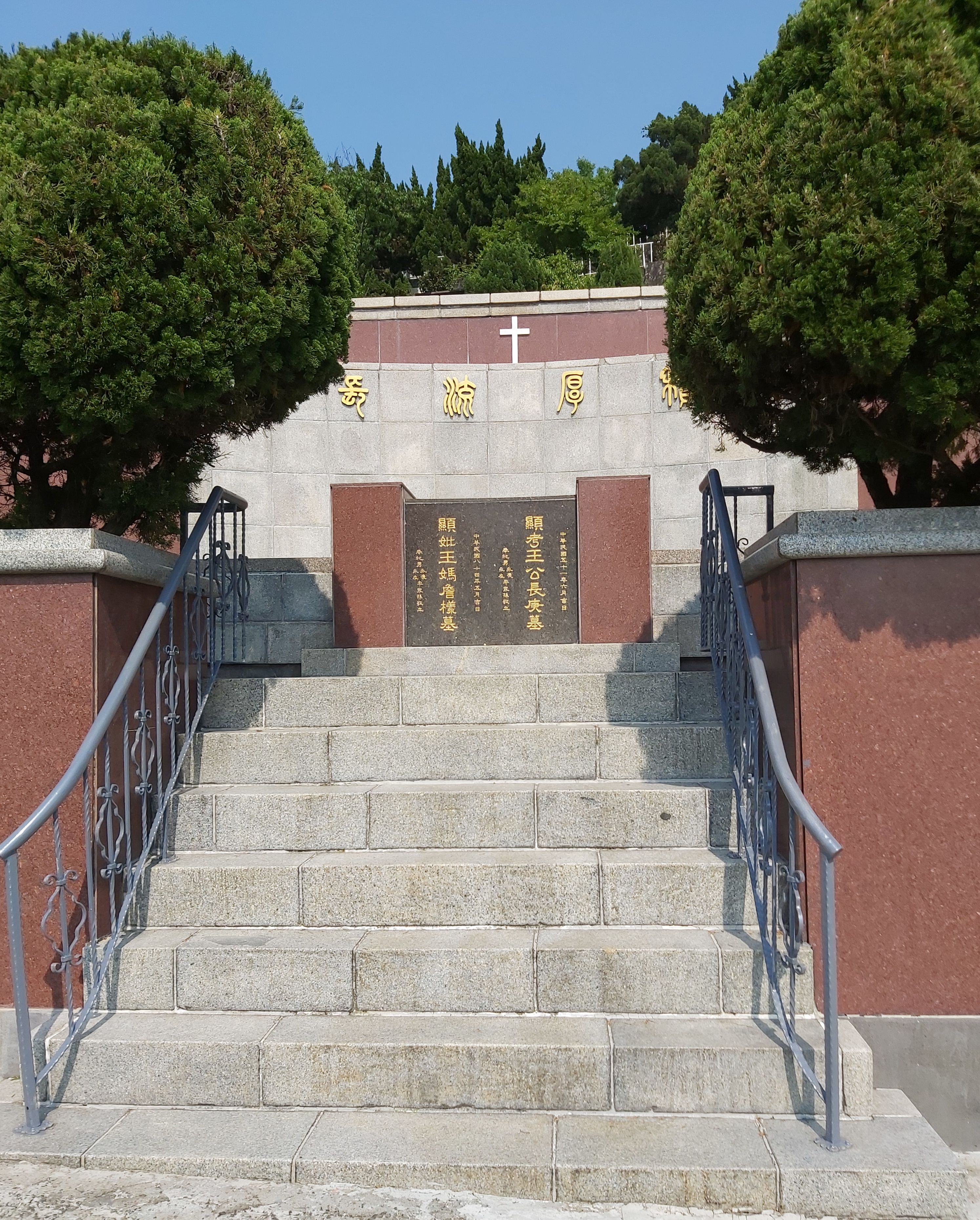
陽明山第一公墓內的王長庚夫婦墓

王長庚生於臺灣清治時期臺北府淡水縣文山堡直潭庄的孔仔崙，俗稱「情人谷」的村落，父諱王添泉，長庚排行第二。其幼年家境貧困，經常跟隨父母前往山上撿拾木材充任伙伕等雜務。成年後經營茶葉小販，收購茶葉徒步至城區叫賣，有時批貨予茶葉商行或貿易商。日後事業擴展至中南部，移居嘉義時亦往返於新店、臺北之間。1945年二戰後，王長庚率領家族重新遷居臺北不久後退休，長年臥病且有自殺未遂的記錄。為多年濟南長老教會信徒，晚年樂善好施，其雖終身不識字，但因早年小販的背景而精於算數與記帳。1961年6月因腹部急症不癒而病逝於臺大醫院，享壽74歲。

## 紀念
長子王永慶發家後相繼成立以父諱命名的長庚科技大學、長庚大學、長庚紀念醫院等教育及醫療機構，另有成立王長庚基金會與公益信託，以紀念先父。

## 家族
清道光末年，王長庚的曾祖母許雪娘攜祖父王天來、祖母林謹移民臺灣。祖父王天來育有六子，其父王添泉排行第四，經營私塾，母親蘇好為填房，上有兄長王東平，下有弟王水源、妹王辛。1913年王長庚與妻子詹樣結婚，兩人育有王永慶、王永成、王永在三男以及王罔市、銀燕、銀尾、銀桂、銀英等五女。

## 外部連結
- 王長庚 (1888-1961)傳略 （页面存档备份，存于）